# Hemistola antigone
Hemistola antigone là một loài bướm đêm trong họ Geometridae.